# Malavath Purna
Malavath Poorna, née le 10 juin 2000 à Pakala, discrict de Nizamabad, dans l'état du Telangana, est une alpiniste indienne. Le 25 mai 2014, Purna escalade le plus haut sommet de l'Everest, et, alors âgée de 13 ans et 11 mois, devient la plus jeune femme à l'atteindre. La plus jeune personne à avoir accompli cette escalade est Jordan Romero, qui a atteint le sommet à l'âge de 13 ans et 11 mois. Elle est accompagnée dans son ascension par Sandhana Palli Anand Kumar, originaire de la ville de Khammam.

## Biographie
Malavath Purna est née le 10 juin 2000 dans le village de Pakala, dans le district de Nizamabad, situé dans l'état indien du Telangana. Elle appartient à une famille tribale. Sa mère, Lakshmi, et son père, Devidas, sont des ouvriers agricoles. Elle étudie au sein des structures de la Telangana Social Welfare Residential Educational Institutions Society. Son talent est repéré par le secrétaire de la société, Praveen Kumar. Pour préparer son ascension du Mont Everest, elle a parcouru les montagnes du Ladakh et de Darjeeling,. Elle effectue cet exploit au côté de Sadhanapalii Anand Kumar, originaire de la même région, après avoir été choisis par les autorités en raison de leur endurance. Ils sont aussi accompagnés d'un groupe de sherpas et d'un alpiniste expérimenté. Elle est la plus jeune femme à avoir atteint le sommet de l'Everest, à l'âge de 13 ans et 11 mois.
Un film, intitulé Poorna: Courage Has No Limit, inspiré de sa vie, est sorti en 2017. Il est réalisé par Rahul Bose.